# I'll Be Home for Christmas (EP)
I'll Be Home for Christmas è una raccolta di canzoni natalizie pubblicata dalla Epic Records il 24 Novembre 2014. Due delle canzoni registrate per la raccolta, "I'll Be Home" di Meghan Trainor e "All I Want for Christmas Is You" delle Fifth Harmony, sono state rilasciate il 17 Novembre 2014. Il produttore esecutivo è L.A. Reid, ed è la prima raccolta di canzoni natalizie della Epic Records.

## Tracce
1. All I Want for Christmas Is You (Fifth Harmony) – 3:48 (Mariah Carey, Walter Afanasieff)
2. I'll Be Home (Meghan Trainor) – 3:39 (Trainor)
3. Frosty the Snowman (Fiona Apple) – 2:10 (Walter "Jack" Rollins, Steve Nelson)
4. Sleigh Ride (Tamar Braxton) – 1:57 (Leroy Anderson)
5. Winter Song (Sara Bareilles and Ingrid Michaelson) – 4:26 (Sara Bareilles, Ingrid Michaelson)
6. Noche De Paz (Fifth Harmony) – 3:19 (Franz Xaver Gruber, Joseph Mohr)
7. I Want a Hippopotamus for Christmas (A Great Big World) – 2:20 (John Rox)

Durata totale: 21:39